# Kingswood (South Gloucestershire)
Kingswood is een civil parish in het bestuurlijke gebied South Gloucestershire, in het Engelse graafschap Gloucestershire. De plaats telt 62.679 inwoners, en ligt ten oosten van Bristol

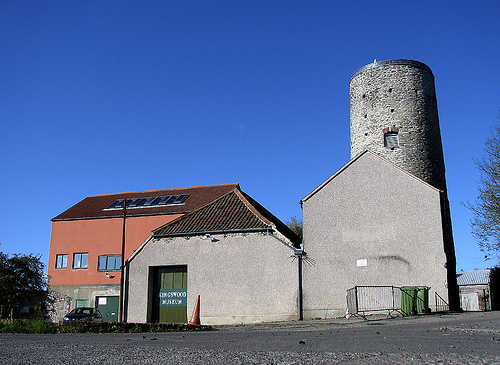
Museum
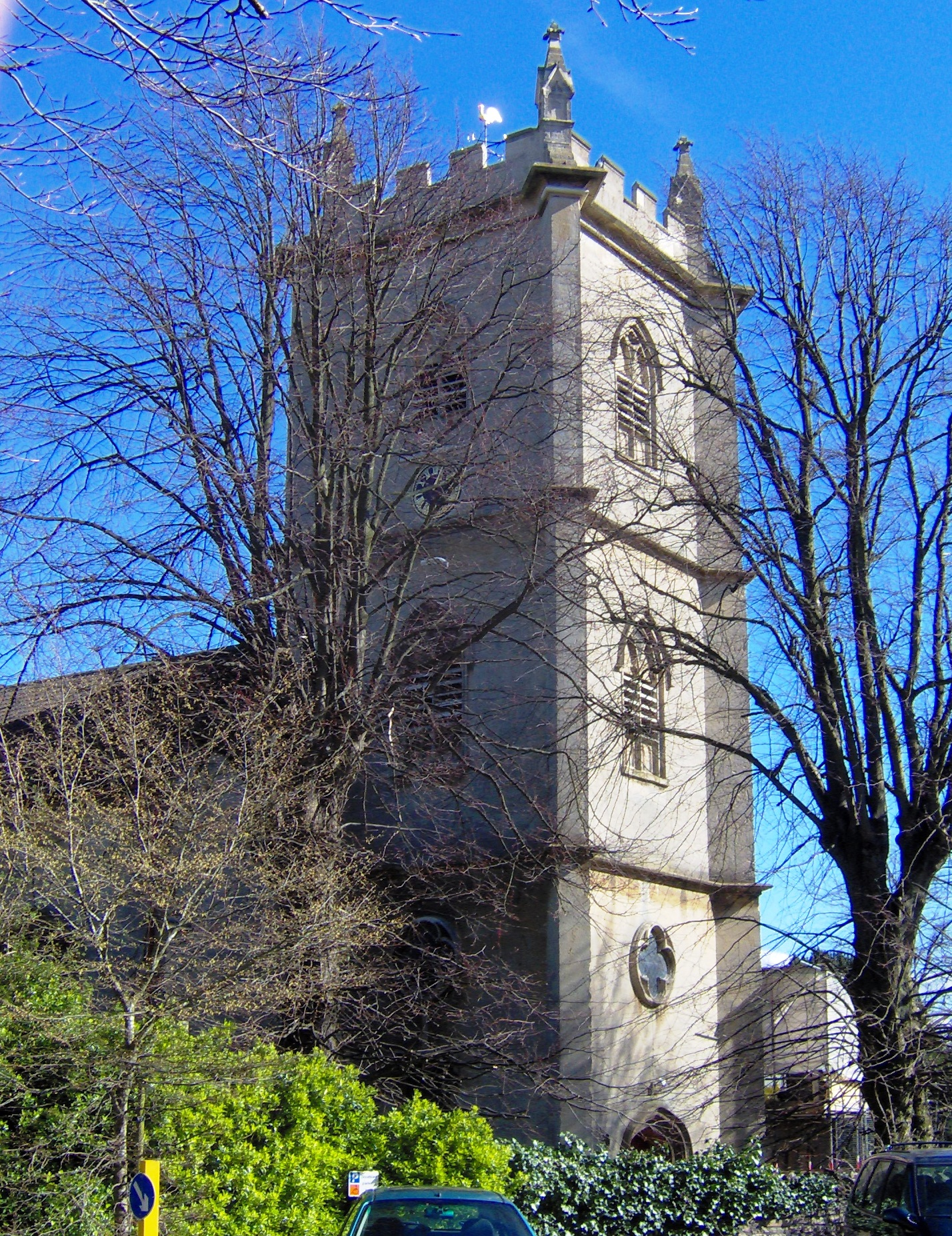
Kerk van Kingswood
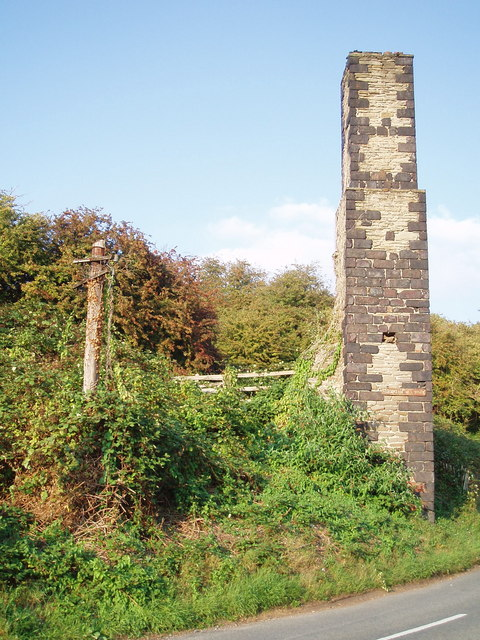
Op de hoek van Crew's Hole Road en Trooper's Hill

## Geboren
- Ian Holloway (1963), voetballer en voetbalcoach